# Vägra raggarna benzin vol. 1
Vägra Raggarna Benzin vol 1 - Punk Från Provinserna 78-82 är ett samlingsalbum med diverse svenska punkgrupper från olika mindre svenska städer.

## Låtlista
1. P-Nissarna - Benzin (Falun)
2. Problem - Kroppsvisit (Malmö)
3. Urban Släke - Så Jävla Svensk (Visby)
4. Missbrukarna - Du Ä Inte Du (Hudiksvall)
5. Noise - Tror Du
6. Brülbåjz - EAP
7. Pizzoar - Guds Barn (Sundsvall)
8. Dagens Ungdom - En Villa I Utkanten Av New York (Hudiksvall)
9. Rune Strutz - En Bracka från Gottsunda (Uppsala)
10. Lolita Pop - Guld Här (Örebro)
11. PF Commando – Raggare (Gävle)
12. Mizz Nobody – Smittad
13. Besökarna - Anna Greta Leijons Ögon
14. IQ 55 - Ensamma Pojkar
15. Distortion - En Tjej
16. Shit Kids – Köttmarknad (Östersund )
17. Brända Barn - Andra Behov
18. Svart - Jag Är Inte Din Syster
19. Fiendens Musik - En Spark Rätt I Skallen (Lund)
20. Mackt - En Kristen Lärare
21. Massmedia - Das Jazz (Sundsvall)